# RSI La 1
RSI La 1 est une chaîne de télévision généraliste publique de la Radiotelevisione svizzera di lingua italiana (RSI). Jusqu'au 1er mars 2009, elle se nommait TSI 1.

## Histoire de la chaîne
La Televisione svizzera di lingua italiana (TSI) commence la diffusion de ses programmes le 18 novembre 1958.
La chaîne passe à la couleur en 1968, donc bien avant la RAI qui ne passera à la couleur que fin 1976. Elle est donc la première chaîne de télévision de langue italienne à diffuser ses programmes en couleurs.
De 1993 à 1997, la société britannique de graphisme Lambie-Nairn a réalisé pour TSI les idents et les bumpers publicitaires du troubadour masqué, interprété par l'acteur britannique Chook Sibtain,,.
À la suite de la création de TSI 2 en 1997, la chaîne est rebaptisée TSI 1.
Le 1er mars 2009, les radios et télévisions de langue italienne de la SRG SSR idée suisse fusionnent au sein d'une seule unité d'entreprise, la Radiotelevisione svizzera di lingua italiana (RSI). À cette occasion, la chaîne est renommée RSI La 1.
RSI La 1 est une chaîne généraliste. Elle ne s'adresse pas exclusivement au Tessin et aux vallées du sud des Grisons. Parmi son public, il y a aussi les italophones de toute la Suisse et du nord de l'Italie.

### Identité visuelle

Logo de TSI (1958-1985)
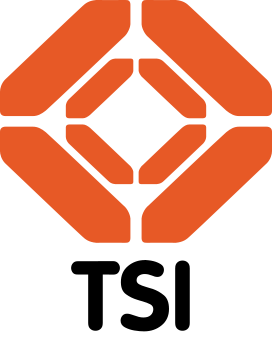
Logo de TSI (1985-1999)
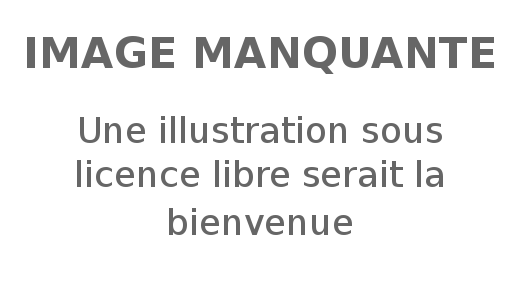
Logo de TSI 1 (1999)[réf. nécessaire]
Logo de TSI (1999-2009)[4],[5]
Logo de TSI 1 (1999-2009)
logo de RSI La 1 (2009-2012)
Logo actuel de RSI La 1
Logo de RSI La 1 HD

## Diffusion
RSI La 1 était diffusée sur le réseau terrestre analogique jusqu'au 24 juillet 2006 à 12 h 48, mais également dans le nord de l'Italie jusqu'à Milan sur le canal UHF 36 (591 Mhz) à la suite d'un accord entre la RSI et la RAI dans lequel cette dernière s'engageait à laisser libre cette fréquence. Depuis cette date, la chaîne n'est accessible que sur la télévision numérique terrestre suisse et sur le câble. La RSI fut le premier des trois diffuseurs publics suisses du groupe SRG SSR idée suisse à éteindre définitivement son réseau d'émetteurs analogiques, privant ainsi toute l'Italie du nord de son signal.
Le multiplexe diffusé au Tessin contient pour le moment quatre programmes : RSI La 1, RSI La 2, TSR1 et SF1. Les émetteurs frontaliers sont le Monte San Salvatore sur le canal 57 H et Castel San Pietro sur le canal 39 V, mais la réception lointaine est entravée par une multitude d'émetteurs privés puissants, plus ou moins légaux, qui faute de fréquences disponibles transmettent là où ils trouvent de la place, sans se soucier des contraintes de rayonnement. Il faut remarquer qu'en Italie la bande VHF et UHF atteignent un niveau de saturation inouï : utilisation des canaux adjacents sur un même site, puissances et canaux incompatibles dans différentes zones.
Le canal 39 est irrecevable à Milan à cause de son utilisation par Mediaset sur Valcava.
RSI La 1 est également diffusée en DVB-T en Suisse romande (avec TSR 1 et 2 ainsi que SF1) et est recevable par les frontaliers français.
RSI La 1 est aussi diffusée par le satellite Hot Bird pour alimenter le réseau câblés et desservir les zones d'ombre. Cela nécessite l'acquisition d'une carte d'accès (frais unique). Elle peut ainsi être captée par les expatriés. La carte d'accès est également nécessaire, mais des frais annuels sont perçus en plus.

## Programmes

### Information
- Telegiornale nazionale : éditions à 12 h 30, 20 h et 23 h, flashs à 16 h et 18 h.
- Il Regionale : journal télévisé régional.
- La Meteo
- Falò
- Il Quotidiano
- L'Agenda

### Magazines
- Interbang!?
- Mi ritorna in mente
- Origami
- Scacciapensieri
- Storie
- EtaBeta
- TV Spot
- Un'ora per voi

### Divertissement
- Attenti a quei due...
- Cash
- Celomanca
- Pausa Pranzo
- Spaccatredici
- UnoNessunoCentomila
- Zerovero

### Sport
- Giro d'Italia
- Tour de France